# 平林北
平林北（ひらばやしきた）は、大阪府大阪市住之江区にある町名。現行行政地名は平林北一丁目および平林北二丁目。

## 地理
住之江区の中央部に位置し、東に柴谷、南に平林南と接している。また町内では主に工場が多く設置されている。

### 河川
- 木津川

## 歴史

### 沿革
1974年（昭和49年）、大阪市住吉区平林北之町と釜口町の一部より、住之江区平林北1 - 2丁目成立。

## 世帯数と人口
2024年（令和6年）9月30日現在（大阪市発表）の世帯数と人口は以下の通りである。
| 丁目                 | 世帯数 | 人口 |
| -------------------- | ------ | ---- |
| 平林北一丁目・二丁目 | 48世帯 | 66人 |

### 人口の変遷
国勢調査による人口の推移。
| 1995年（平成7年）  | 251人 | [ 6 ]  |  |
| 2000年（平成12年） | 196人 | [ 7 ]  |  |
| 2005年（平成17年） | 154人 | [ 8 ]  |  |
| 2010年（平成22年） | 111人 | [ 9 ]  |  |
| 2015年（平成27年） | 84人  | [ 10 ] |  |
| 2020年（令和2年）  | 55人  | [ 11 ] |  |

### 世帯数の変遷
国勢調査による世帯数の推移。
| 1995年（平成7年）  | 113世帯 | [ 6 ]  |  |
| 2000年（平成12年） | 86世帯  | [ 7 ]  |  |
| 2005年（平成17年） | 74世帯  | [ 8 ]  |  |
| 2010年（平成22年） | 60世帯  | [ 9 ]  |  |
| 2015年（平成27年） | 48世帯  | [ 10 ] |  |
| 2020年（令和2年）  | 35世帯  | [ 11 ] |  |

## 学区
市立小・中学校に通う場合、学区は以下の通りとなる。なお、小学校・中学校入学時に学校選択制度を導入しており、通学区域以外に住之江区にある小学校（自宅から概ね2km以内、学校の中心から直性距離で1.5km以内）・中学校から選択することも可能。
| 丁目         | 番   | 小学校             | 中学校               |
| ------------ | ---- | ------------------ | -------------------- |
| 平林北一丁目 | 全域 | 大阪市立平林小学校 | 大阪市立新北島中学校 |
| 平林北二丁目 | 全域 | 大阪市立平林小学校 | 大阪市立新北島中学校 |

## 事業所
2021年（令和3年）現在の経済センサス調査による事業所数と従業員数は以下の通りである。
| 丁目         | 事業所数  | 従業員数 |
| ------------ | --------- | -------- |
| 平林北一丁目 | 23事業所  | 1,804人  |
| 平林北二丁目 | 139事業所 | 1,721人  |
| 計           | 162事業所 | 3,525人  |

## 交通

### バス
2020年4月現在
- 大阪シティバス[15]
  - 15号系統：柴谷橋西詰 - 平林四号池 - 平林北一丁目

### 渡船
- 大阪市の公営渡船 - 木津川渡船場

### 道路
- 南港通

## 施設
- 平林北公園

## その他

### 日本郵便
- 〒559-0026[3]（集配局：住之江郵便局[16]）